# Берієв Георгій Михайлович
Георгій Михайлович Бєрієв (Беріашвілі) (гр. გიორგი მიხეილის ძე ბერიაშვილი) (13 лютого 1903 Тбілісі,Тифліська губернія,Російська імперія— 12 липня 1979 Москва,РСФСР,СРСР) — грузинський радянський авіаконструктор, що спеціалізувався на гідропланах та амфібіях.

## Біографія
Народився у 1903 році в Тбілісі, в сім'ї робітників. У 1923 році після закінчення Тбіліського залізничного училища, у 1925 році продовжує навчання на авіаційному відділенні кораблебудівного факультету Ленінградського політехнічного інституту.
Після його закінчення у 1930 році, починає працювати у конструкторському бюро, очолюваному французьким авіаційним інженером Рішаром, якого радянська влада запросила для обміну досвідом. Після закінчення контракту Рішар повертається у Францію, його КБ розформовують і Бєрієв потрапляє до Московського авіазаводу №39 ім. Менжинського. Там він очолює морську бригаду і починає розробляти свій перший великий самостійний проект — морський ближній розвідник МБР-2.
Літак вийшов вдалим і вироблявся великими серіями. На початок Другої Світової війни МБР-2 став найбільш розповсюдженою амфібією на усіх флотах Радянського союзу. У 1934 році радянське керівництво затвердило рішення про створення при авіаційному заводі №31 в Таганрозі окремого ЦКБ морського літакобудування (ЦКБ МС) на чолі з Г. М. Бєрієвим. З моменту призначення Георгій Михайлович беззмінно керував установою до 1968 р.

## Літаки
Під керівництвом Г. М. Бєрієва створені літаки: Сталь-6, Сталь-7; гідролітак МБР-2 та його цивільні версії: пасажирський МП-1 та вантажний МП-1Т; корабельні катапультні КОР-1 (Бе-2) і КОР-2 (Бе-4).
Найбільш відомими літаками Бєрієва вважаються військові гідроплані Бе-6, реактивний човен Бе-10, та амфібія Бе-12 з багатьма модифікаціями.
Після розпаду СРСР КБ Бєрієва було реорганізовано у відкрите акціонерне товариство. Наразі його власниками є НПК «Іркут» (39,6%), та КБ Сухого (38%).

## Дивись також
- Бєрієв Георгій Михайлович — AviaWiki [Архівовано 16 липня 2020 у Wayback Machine.]